# Трента (Бовец)
Трента (словен. Trenta, итал. Trenta) је насељено место у општини Бовец, Горишка регија, Словенија.

## Историја
До територијалне реорганизације у Словенији била је у саставу старе општине Толмин.

## Становништво
У попису становништва из 2011. године, Трента је имала 123 становника.
| Број становника према пописима | Број становника према пописима | Број становника према пописима |
| ------------------------------ | ------------------------------ | ------------------------------ |
| 1991                           | 2002                           | 2011                           |
| 120                            | 114                            | 123                            |

Напомена: Године 1953. настала спајањем насеља Сподња Трента и Згорња Трента, која су укинута.

## Галерија
- Трента, долина
- извор Соче
- Јулијски Алпи
- Долина Тренте, део Националног парка "Триглав".
- војно гробље
- поток Задњица
- засеок Задња Трента
- туристички информативни центар
- сеоске куће
- Погачников дом
- Тичарев дом у Вршичу
- Тржашка коча на Доличу
- Доња Трента, мост на Сочи